# 浦东说书
浦东说书起源于上海市浦东地区的一种民间曲艺，主要分布在川沙、南汇、奉贤，以及金山、松江、青浦等上海市郊。除在上海演出外，也曾流传到江苏海门、浙江平湖、嘉兴等地区。
浦东说书的表演需要用单手竹筷击打钹子，所以被称为钹子书，也称为沪书、农民书。
在浦东建立有浦东说书陈列馆，以及表演场地浦东说书书场，并且在北蔡镇中心小学建立了浦东说书培训基地。